# غوردون شرام
غوردون شرام (بالإنجليزية: Gordon Shrum) (و. 1896 – 1985 م) هو فيزيائي 
توفي في فانكوفر، عن عمر يناهز 89 عاماً.

## التعليم
تعلم في جامعة تورنتو. 

## جوائز
حصل على جوائز منها:
- الميدالية العسكرية
- نيشان الامبراطورية البريطانية من رتبة ضابط
- ضابط وسام كندا.